# Swahilier
Se även swahili (olika betydelser)
Swahilier (swahili: sin. mswahili, pl. waswahili) är en folkgrupp på Östafrikas kust. Enligt JoshuaProject ligger antalet swahilier på cirka 1 328 000. Vem som har definierat sig som swahilier har dock varierat genom historien, och många modersmålstalare av swahili identifierar sig annorlunda.
De sammanhållande faktorerna är framför allt swahilikulturen och språket swahili. Swahilikulturens utbredningsområde är huvudsakligen Kenyas och Tanzanias kustområden och öar samt norra Moçambique. Historiskt hör även södra Somalias kust dit.
Namnet swahili härstammar från arabiskans ord sawahil som betyder "kustbor".
Islam är den största religionen.